# 欧梅南库尔
欧梅南库尔（法語：Auménancourt，法語發音：[omenɑ̃kuʁ]）是法国马恩省的一个市镇，位于该省北部偏西，属于兰斯区。

## 地理
欧梅南库尔（49°23'5"N, 4°4'7"E）面积12.82 平方千米，位于法国大東部大區马恩省，该省份为法国东北部内陆省份，北起阿登省，西北接埃纳省，西南接塞纳-马恩省，南至奥布省，东南接上马恩省，东临默兹省。
与欧梅南库尔接壤的市镇（或旧市镇、城区）包括：奥兰维尔、皮尼库尔、埃纳河畔布列讷、普瓦尔库尔-悉尼、布里蒙、叙普河畔圣艾蒂安、勃艮第-弗雷讷。

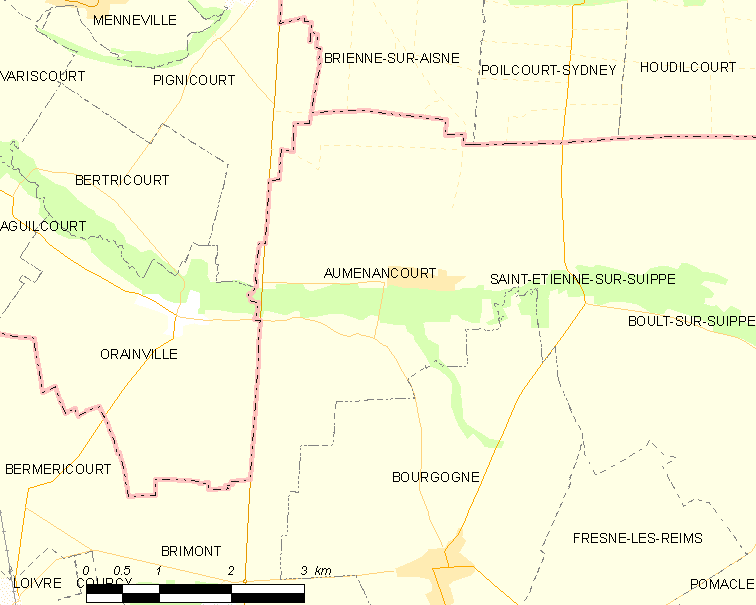
欧梅南库尔的OSM定位图

欧梅南库尔的时区为UTC+01:00、UTC+02:00（夏令时）。

## 行政
欧梅南库尔的邮政编码为51110，INSEE市镇编码为51025。

## 政治
欧梅南库尔所属的省级选区为勃艮第-弗雷讷县。

## 人口

1962-2008年间欧梅南库尔人口变化图示

欧梅南库尔于2022年1月1日时的人口数量为1118人。